# Laurent Collet-Billon
Pour les articles homonymes, voir Collet et Billon.
Laurent Collet-Billon, ingénieur général de classe exceptionnelle de l'armement français, né le 1er juillet 1950, est le délégué général pour l'Armement, chef de la direction générale de l'Armement (DGA) du 28 juillet 2008 au 1er juillet 2017.

## Biographie
Fils de l'ingénieur général de l'armement Antonin Collet-Billon, il est ingénieur de l'École nationale supérieure de l'aéronautique et de l'espace (1974) pendant laquelle il intègre le corps des ingénieurs de l'armement. il est affecté en sortie à l'atelier industriel de l'aéronautique de Bordeaux. 
De 1977 à 1987, il a été associé à divers programmes d'armement dans les télécommunications militaires à la DGA. Il est nommé ensuite conseiller technique pour les affaires stratégiques, industrielles et d'armement au cabinet d'André Giraud, ministre de la Défense. De retour à la DGA, il est chargé du programme d'ensemble Horus (composante aéroportée de la dissuasion, équipée du missile air-sol nucléaire ASMP) de 1988 à 1991, puis il exerce des fonctions de direction dans les domaines des systèmes spatiaux, puis des systèmes terrestres, électroniques et informatiques, puis est nommé architecte du système de forces « mobilité stratégique et tactique », et enfin est de 1997 à 2001 directeur du service des programmes d'observation, de télécommunications et d'information (SPOTI).
En mai 2001, il devient adjoint au délégué général pour l'armement, et numéro deux de la DGA. 
Cinq ans après, il quitte la DGA, et devient alors conseiller défense et sécurité de Serge Tchuruk, PDG du groupe Alcatel. En 2007, il est mis en examen pour favoritisme dans le cadre d'une enquête liée au groupe Thales. En 2008, cette procédure est déclarée sans suite. 
Il est nommé délégué général pour l'armement lors du conseil des ministres extraordinaire du 28 juillet 2008 et se voit conférer les rang et appellation d'ingénieur général de classe exceptionnelle.
Il est prolongé à trois reprises en tant que délégué général pour l'armement: par prorogation de son replacement en première section par arrêté du 14 juin 2011 par le ministre de la défense et des anciens combattants Gérard Longuet puis deux nouvelles fois par le ministre de la défense Jean-Yves Le Drian, par prorogation de son replacement en première section jusqu'au 31 janvier 2016 par arrêté du 21 février 2014 puis par maintien jusqu'au 1er juillet 2017 par arrêté du 18 janvier 2016. La mission du DGA est d'assister le ministre de la Défense en matière de recherche, de réalisation d’équipements des forces, de relations internationales concernant l’armement et de politique industrielle de défense.

## Distinctions
- Grand officier de la Légion d'honneur (2015)[8]
  - Chevalier (1995), Officier (2004), Commandeur (2009)
- Officier de l'ordre national du Mérite (1998)[9]
  - Chevalier (1991)

## Source
- Biographie du délégué général pour l'armement